# Jose Fuentebella
Jose Fuentebella (Sagñay, 17 juni 1883 - 25 juli 1982) was een Filipijns politicus. Fuentebella was van 1928 tot 1934 lid van de Senaat van de Filipijnen. Nadien was Fuentebella gedurende de gehele periode van het bestaan van de Gemenebest van de Filipijnen namens het 2e kiesdistrict van Camarines Sur lid van het Filipijns Huis van Afgevaardigden. Tijdens de Tweede Wereldoorlog was Fuentebella een van de Filipijnse politici die ervoor kozen om met de Japanners te collaboreren en werd hij onder meer gekozen in het Filipijnse Assemblee van de door de Japanners gecontroleerde Tweede Filipijnse Republiek. Van 1955 tot 1961 was Fuentebella nog Filipijns ambassadeur in Indonesië.

## Biografie
Jose Fuentebella werd geboren op 17 juni 1983 in Sagnay in de Filipijnse provincie Camarines Sur. Hij was een van de twee zonen uit een gezin van vijf kinderen van Mariano Fuentebella en diens eerste vrouw Perpetua Tria. Hij behaalde in 1902 een Bachelor of Arts-diploma op het Liceo de Manila en studeerde aansluitend rechten aan de Escuela de Derecho en de Escuela de Leyes. In 1905 voltooide hij zijn bachelor-opleiding en in 1906 slaagde hij voor het toelatingsexamen (bar exam) van de Filipijnse balie. Nadien was hij werkzaam als advocaat voor Fuentebella & co.
In 1909 werd Fuentebella namens het 2e kiesdistrict van Ambos Camarines gekozen in het Filipijns Huis van Afgevaardigden. Doordat hij in 1912 werd herkozen, duurde zijn termijn het het Huis van 1910 tot 1916. In 1916 was Fuentebella enige tijd gouverneur van Ambos Camarines. Bij de verkiezingen van 1928 werd Fuentebella namens het 6e senaatsdistrict gekozen in de Senaat van de Filipijnen. In 1931 werd hij herkozen met een termijn tot 1934. Na de ratificatie van de Filipijnse Grondwet in 1935 en de oprichting van het Gemenebest van de Filipijnen werd Fuentebella in de daaropvolgende verkiezingen eind 1935 gekozen als afgevaardigde van het 2e kiesdistrict van Camarines Sur in het nieuwe eenkamerige Nationaal Assemblee van de Filipijnen. In 1938 werd hij herkozen. Na de amendering van de Filipijnse Grondwet in 1941 werd het parlement weer opgesplitst in twee kamers. Fuentebella koos ervoor zich bij de verkiezingen van 1941 verkiesbaar te stellen voor het Lagerhuis. Hij won daarbij opnieuw de zetel van het 2e kiesdistrict van Camarines Sur. Omdat de Japanners kort na de verkiezingen de Filipijnen binnenvielen zou het Huis met Fuentebella erin echter niet meer in zitting gaan.
Tijdens de Tweede Wereldoorlog werd Fuentebella door Jose Laurel, de president van de door de Japanners gecontroleerde Tweede Filipijnse Republiek benoemd tot Commissaris van het 5e militaire district (Bicol Region). Ook was hij van 1943 tot 1944 een van de leden van het Filipijns parlement van de door de Japanners gecontroleerde Tweede Filipijnse Republiek. Na de oorlog was hij in 1945 een van de leden van het 1e Congres van het Gemenebest van de Filipijnen. Van 1955 tot 1961 was Fuentebella nog Filipijns ambassadeur in Indonesië.
Fuentebella overleed in 1982 op 99-jarige leeftijd. Zijn broer Manuel Fuentebella en halfbroer Felix Fuentebella waren ook politicus.